# Cimbergo
Cimbergo – miejscowość i gmina we Włoszech, w regionie Lombardia, w prowincji Brescia.
Według danych na rok 2004 gminę zamieszkiwały 573 osoby, 22 os./km².